# Červená Voda, Sabinov
Červená Voda este o comună slovacă, aflată în districtul Sabinov din regiunea Prešov. Localitatea se află la altitudinea de 520 m deasupra n.m., se întinde pe o suprafață de 5,45 km2 și în 2017 număra 500 de locuitori.

## Demografie
| An:                | 1994 | 2004   | 2014    | 2024   |
| ------------------ | ---- | ------ | ------- | ------ |
| Număr de persoane: | 447  | 448    | 493     | 527    |
| Diferență:         |      | +0,22% | +10,04% | +6,89% |

| An:                | 2023 | 2024   |
| ------------------ | ---- | ------ |
| Număr de persoane: | 515  | 527    |
| Diferență:         |      | +2,33% |